# 通州戰鬥
通州戰鬥發生於1933年5月22日－6月17日，地點則是在中國冀北一帶。是抗日戰爭初期的主要戰鬥之一，交戰一方為守軍之國民革命軍，另一方則為日軍。而中國軍隊領導者為龐炳勛、高桂滋。6月17日，國軍於通州撤退。